# Telamonia
Telamonia är ett släkte av spindlar. Telamonia ingår i familjen hoppspindlar.

## Dottertaxa tillTelamonia, i alfabetisk ordning[1]
- Telamonia albolimbata
- Telamonia albonigra
- Telamonia annulipes
- Telamonia bombycina
- Telamonia caprina
- Telamonia comosissima
- Telamonia cristata
- Telamonia dimidiata
- Telamonia dissimilis
- Telamonia elegans
- Telamonia festiva
- Telamonia formosa
- Telamonia hasselti
- Telamonia jolensis
- Telamonia laecta
- Telamonia leopoldi
- Telamonia livida
- Telamonia luxiensis
- Telamonia mandibulata
- Telamonia masinloc
- Telamonia mundula
- Telamonia mustelina
- Telamonia parangfestiva
- Telamonia peckhami
- Telamonia prima
- Telamonia resplendens
- Telamonia setosa
- Telamonia sikkimensis
- Telamonia sponsa
- Telamonia trabifera
- Telamonia trinotata
- Telamonia trochila
- Telamonia vidua
- Telamonia virgata
- Telamonia vlijmi